# Olchowa (Ropczyce-Sędziszów)
Pour les articles homonymes, voir Olchowa.
Olchowa est une localité polonaise de la gmina d'Iwierzyce, située dans le powiat de Ropczyce-Sędziszów en voïvodie des Basses-Carpates.